# Sistema eléctrico de potencia
Un sistema eléctrico de potencia es una red de componentes eléctricos instalados para suministrar, transferir y usar energía eléctrica. Un ejemplo de un sistema de potencia es la red que proporciona energía a un área extendida. El sistema de potencia de la red eléctrica puede dividirse en los generadores que suministran la energía, el sistema de transmisión que transporta la energía desde los centros de generación a los centros de carga y el sistema de distribución que alimenta la energía a los hogares e industrias. Los sistemas de potencia más pequeños se encuentran en la industria, hospitales, edificios comerciales y hogares. La mayoría de estos sistemas dependen de la potencia trifásica,la cual se utiliza para la transmisión y distribución de energía eléctrica a gran escala en todo el mundo moderno. Los sistemas de potencia especializados que no siempre dependen de los sistemas trifásicos se encuentran en aviones, sistemas de rieles eléctricos, transatlánticos y automóviles.
Estos sistemas, por la gran extensión geográfica que ocupan; por los niveles de tensión en que funcionan, y por la gran cantidad de energía eléctrica que transporta, requieren de la supervisión y del comando a distancia, lo cual se realiza en los Centros de Operación y Control a través de los Sistemas SCADA.
Debido a que el funcionamiento de los sistemas eléctricos de alternado tiene un comportamiento dinámico, las condiciones de funcionamiento deben ser establecidas aplicando criterios de funcionamiento muy estrictos para evitar los problemas de estabilidad dinámica, que pueden llevar al sistema al estado de colapso. En estos estados de emergencia se producen apagones que dejan a gran cantidad de consumidores sin el suministro de energía eléctrica, necesaria para el normal funcionamiento de la vida moderna, y el sistema requiere la Restauración de cargas.
Otros estados de emergencia menos críticos pueden llevar al sistema al colapso de tensión. En este fenómeno partes del sistema eléctrico sufren caídas de tensión que afectan el funcionamiento de los artefactos eléctricos conectados a la red, lo que significa que la calidad del suministro eléctrico es deficiente.
Los profesionales encargados del funcionamiento de los sistemas eléctricos de potencia, realizando tareas de planificación y operación, en los cuales no sólo se tienen en cuenta aspectos técnicos y funcionales, sino también aspectos económicos, tratando en todo momento de minimizar los costos de operación de estos sistemas, y logrando que el crecimiento de la demanda de energía sea satisfecha convenientemente.

### Fuentes

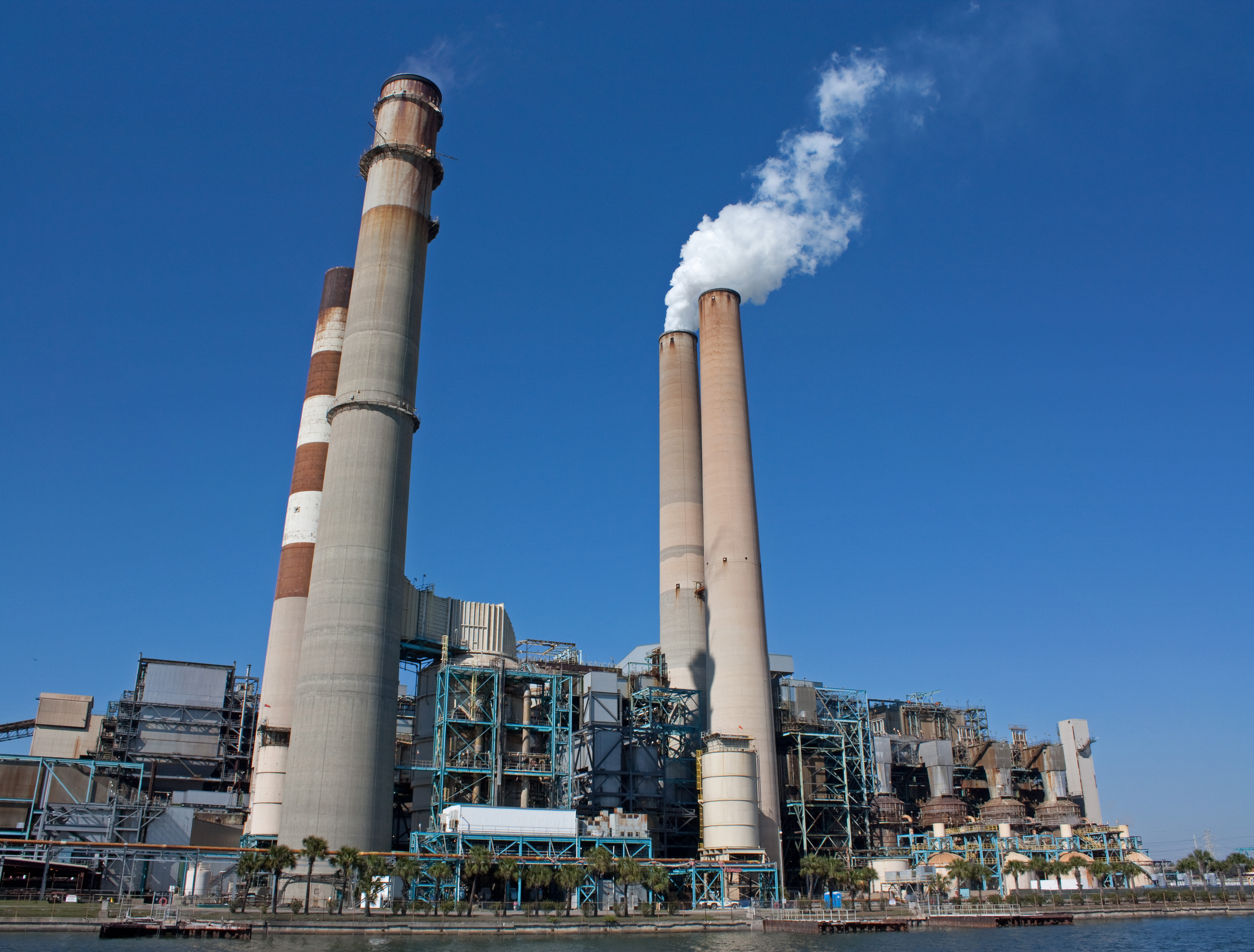
La mayoría de la energía mundial todavía proviene de centrales eléctricas de carbón como la que se observa en la imagen, salvo en algunos países, como España, que es sustituida por electricidad renovable.

## Componentes de los sistemas de potencia

### Cargas

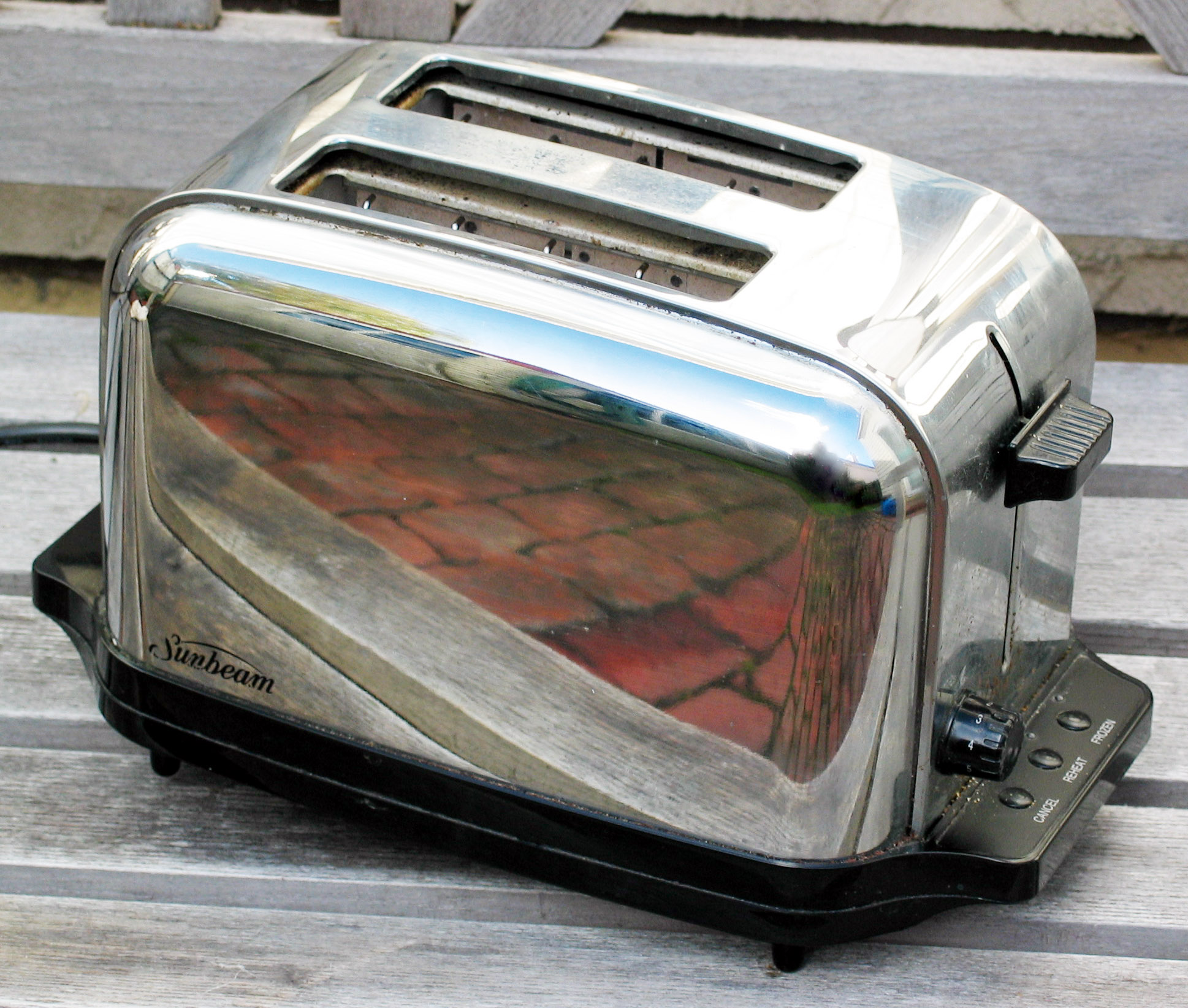
Una tostadora es un gran ejemplo de una carga monofásica que existe comúnmente en una residencia. Las tostadoras generalmente consumen de 2 a 10 amperios a 110 a 260 voltios y consumen alrededor de 600 a 1200 vatios de potencia.

Los sistemas de potencia suministran energía a cargas que ejecutan una función. Estas cargas pueden ser desde electrodomésticos a maquinaria industrial. La mayoría de las cargas operan a una tensión específica, y para los dispositivos de corriente alterna, a cierta frecuencia y número de fases. Por ejemplo, los electrodomésticos operan normalmente a 50 o 60 Hertz con una tensión monofásica entre 110 o 260 voltios (dependiendo de las normas locales). A diferencia de los distritos térmicos o grandes sistemas de aire acondicionado centralizados existentes, que son trifásicos debido a que esto permite que sean más eficientes.